# Chemin de fer du lac Wabush
Le chemin de fer du lac Wabush (anglais : Wabush Lake Railway) (WLRS, anciennement WABL et NLCL) est une courte ligne de chemin de fer régional canadien d'une longueur de 10 kilomètres desservant les mines de Wabush.

## Description
Le chemin de fer du lac Wabush comprend environ 10 km de ligne de chemin de fer reliée au chemin de fer de la Côte-Nord et du Labrador (anglais : Quebec North Shore and Labrador ou QNS&L), dont 1,9 km est commune à la ligne de chemin de fer du lac Bloom. La ligne de chemin de fer de 8,1 km est composée de 3,2 km de ligne de raccordement aux bâtiments de traitement du minerai et de 4,9 km de boucle autour du lac Knoll (anglais : Knoll Lake). Le déclassement et la remise en état des voies ferrées des mines de Wabush prévus à la suite de la fermeture de la mine Scully en 2014 devaient comprendre l'enlèvement de toutes les voies ferrées et des traverses.
Ce chemin de fer (avec les chemins de fer QNS&L, Arnaud, du lac Bloom et du Transport ferroviaire Tshiuetin) forme un réseau de chemin de fer isolé, étant donné qu'il n'échange pas d’autres lignes ferroviaires sur le réseau nord-américain.

## Histoire
En 1958, la Compagnie Iron Ore du Canada annonça le lancement du projet Carol (anglais : Carol Project) sur les terres visées au bail minier détenu par la Labrador Iron Ore Royalty Corporation.  La Compagnie Iron Ore du Canada entreprit le développement d'une ville destinée à loger les employés en 1959. À la constitution de la ville de Labrador City en 1961, la Compagnie Iron Ore du Canada transféra le terrain désigné à la ville. En 1962, la Compagnie Iron Ore du Canada ouvrit la mine de fer de Smallwood au lac Carol.
Afin de desservir les mines du projet Carol, la construction d'un chemin de fer entre le QNS&L au niveau de la jonction Ross Bay (anglais : Ross Bay Junction) et Wabush débuta en 1960, initialement appelé Northern Lands Company Railway (NLC). Le projet Carol fut complété en 1962.
En 1963, Wabush Mines Limited construisit le chemin de fer de Wabush. Par accord avec la Compagnie Iron Ore du Canada, le minerai des mines de Wabush (mine Scully) ouvertes en 1965 était transporté par le QNS&L au port de Sept-Îles.
Le chemin de fer du lac Wabush appartenait à la société Wabush Lake Railway Company, Limited, filiale de Cliffs Natural Resources Inc.. Le minerai était transporté de la mine Scully au raccordement ferroviaire du QNS&L à Wabush. Le QNS&L assurait le transport du minerai entre Wabush et la jonction Arnaud (anglais : Arnaud Junction) au nord-est de Sept-Îles à l'aide de locomotives Wabush louées à la Compagnie de chemin de fer Arnaud et à QNS&L. À la jonction Arnaud, le minerai était transféré à la société sœur du chemin de fer de Wabush Lake, Cie de Chemin de Fer Arnaud / Arnaud Railway Company, filiale de Cliffs Natural Resources Inc. créée en 1959 pour le dernier voyage aux installations de chargement de navires à Pointe-Noire, au Québec.
En 2010, Consolidated Thompson Iron Mines Limited ouvrit la mine du lac Bloom (anglais : Bloom Lake), à Fermont au Québec juste à l'ouest de Labrador City, ainsi que le chemin de fer Bloom Lake afin d'acheminer le minerai de fer de la mine à une connexion avec le chemin de fer du lac Wabush. Le chemin de fer du lac Wabush a commencé à jouer le rôle d'intermédiaire en prenant les trains du lac Bloom et en les transportant à la jonction de Wabush (anglais : Wabush Junction) pour que le QNS&L les achemine jusqu'au chemin de fer Arnaud pour le quai de chargement de Pointe-Noire. Consolidated Thompson fut racheté par Cliffs Natural Resources en avril 2011. En 2011, Genesee & Wyoming a commencé le contrôle des opérations pour le compte des propriétaires sous le nom de WRLS. La nouvelle opération comprend les chemins de fer Arnaud, du lac Bloom et du lac Wabush.
La mine Scully fut mise en sommeil par Cliffs Natural Resources Inc. à la fin du mois de mars 2014 en raison de la chute des cours du minerai de fer et de l'augmentation des coûts d’exploitation. Après l'annonce de la fermeture de la mine, Cliffs a annoncé que l'opération entrait en protection conformément au processus de la LACC et a simultanément commencé à commercialiser la mine pour la vente. Le 20 mai 2015, les sociétés Wabush Iron Co. Limited, Wabush Resources Inc., Wabush Mines, Arnaud Railway Company, Wabush Lake Railway Company, Limited ont demandé à la Cour supérieure du Québec, chambre commerciale, et obtenu une ordonnance en application de la Loi sur les arrangements avec les créanciers des compagnies (LACC).
L'Office des Transports du Canada, par l'arrêté n° 2016-R-195 daté du 21 novembre 2016, a annulé les certificats d’aptitude de la Compagnie de chemin de fer Arnaud (CCFA) et de Wabush Lake Railway Company, Limited (WLRCL) après que les sociétés aient cessé leurs activités.
Le 19 juillet 2017, la société américaine Tacora Resources Inc. annonça la clôture de l'acquisition des actifs associés à la mine Scully, par le biais du processus de la Loi sur les arrangements avec les créanciers des compagnies (LACC).
Tacora fit l'acquisition des participations dans Northern Land Company Limited, Knoll Lake Minerals Limited et Scully Mine. Ces sociétés sont propriétaires de propriétés minières et de minerai de fer. La mine Scully comprend des réserves de minerai de fer.